# Interpenetration
Der Ausdruck Interpenetration wird in der Systemtheorie als aktive „wechselseitige Durchdringung von Systemen mit fremden Leistungsanforderungen“ zum Zwecke beidseitiger Leistungssteigerung verstanden. Dies geschehe, indem Operationsweisen des jeweils anderen Systems teilweise übernommen würden. Joachim Westerbarkey verwendet den Ausdruck um das Verhältnis von Politik und Medien zu beschreiben. Das politische System übernehme auf der einen Seite die Operationsweisen des Mediensystems, also beispielsweise spezifische journalistische Selektions- und Gestaltungsregeln; auf der anderen Seite übernehme das Mediensystem Themenvorgaben der Politik.

## Wirtschaft
Vor der Verabschiedung der Einheitlichen Europäischen Akte zur Einführung des Europäischen Binnenmarktes 1985 war der Warenverkehr von einem nationalen Markt innerhalb der Europäischen Gemeinschaft in einen anderen nationalen Markt innerhalb der EG durch Marktzugangsbeschränkungen reglementiert. Die Durchdringung eines nationalen Marktes wurde durch Quoten der Interpenetration festgelegt. Insbesondere durch die Verträge über die Montanunion war dies auf dem Stahlmarkt von großer Bedeutung.

## Politik und Medien
Die Interpenetrationszone zwischen Politik und Medien ist ein soziales System, welches sich gleichermaßen vom Funktionssystem Politik und vom Funktionssystem Öffentlichkeit abgrenzen lässt.

## Systemtheorie
In der Systemtheorie bezeichnet Interpenetration eine strukturelle Kopplung von Systemen, die sich in wechselseitiger Ko-Evolution entwickeln, d. h. kein System kann ohne das andere existieren. Interpenetration gibt es z. B. im Verhältnis von psychischen und sozialen Systemen. Dabei stellt jedes interpenetrierende System die eigene Komplexität bei der Konstitution des anderen zur Verfügung. Der Begriff wurde erstmals 1959 von Talcott Parsons gebraucht und ab 1978 von Niklas Luhmann weiterentwickelt.